# Mas Travis
El Mas Travis és un edifici del municipi de Llívia (Cerdanya) que forma part de l'Inventari del Patrimoni Arquitectònic de Catalunya.

## Descripció
El Mas Travis engloba diverses dependències agrícoles i ramaderes, al voltant de la casa pairal, a més dels habitatges dels masovers i d'altres treballadors del mas. Per entrar dins del recinte es passa per un gran portal típic del Mas Cerdà. A la dreta del portal d'entrada hi ha una capella dedicada a Nostra Senyora de la Concepció, esmentada per Botet i Sisó. La imatge de la Mare de Déu va desaparèixer i està reemplaçada per una de nova.
La casa pairal és de planta baixa i dos pisos. L'aparell és irregular. Les obertures són petites, emmarcades amb carreus ben escairats, llindes i ampits. Hi ha unes llindes amb inscripcions. Totes les obertures tenen un tractament rectangular i n'hi ha d'espitlleres. Cada any, pel dilluns de la Segona Pasqua hi ha una missa popular.